# مانیفست فوتوریسم
مانیفست فوتوریست یا مانیفست فوتوریسم (به ایتالیایی: Manifesto of Futurism) توسط فیلیپو تومازو مارینتی شاعر ایتالیایی در تاریخ ۵ فوریه ۱۹۰۹ در روزنامهٔ ایتالیایی Gazzetta dell'Emilia در بولونیا و سپس در تاریخ ۲۰ فوریه ۱۹۰۹ در نشریه فیگارو به چاپ رسید. این مانیفست حاوی دیدگاه فلسفی هنرمندان فوتوریست بوده و و با کنار گذاشتن گذشته، به آینده، سرعت، ماشین، جوانی و ... می‌پردازد. این مانیفست نماد ظهور مدرنیسم و رنسانس فرهنگی در ایتالیا می‌باشد.